# 톰과 제리 (1992년 영화)
《톰과 제리》(Tom And Jerry: The Movie)는 미국에서 제작된 필 로먼 제작, 감독의 1992년 애니메이션 영화이다. 리차드 카인드 등이 주연으로 출연하였고 필 로먼 등이 제작에 참여하였다.
터너 픽처스와 로마의 필름 로만이 제작한 이 영화는 고양이 쥐가 쌍으로 등장하는 최초의 극장 장편 애니메이션 영화이다.
1992년 10월 1일 독일에서 전 세계 초연된 이후 이 작품은 1993년 7월 30일 미국에서 미라맥스 필름스와 라이브 엔터테인먼트에 의해 극장 개봉되었다.

## 출연

### 주연
- 리차드 카인드
- 데이너 힐
- 앤디 맥아피
- 토니 제이
- 립 테일러

### 조연
- 헨리 깁슨
- 마이클 벨
- 에드 길버트
- 데이빗 L. 랜더
- 하워드 모리스
- 시드니 라식
- 티노 인사나
- 돈 메식
- B.J. 워드
- 그렉 버슨
- 샤롯 레이

## 기타
- 공동제작: 빌 슐츠
- 협력프로듀서: 제임스 왕
- 미술: 바리 그린버그
- 미술: 마이클 험프리즈